# جون أندرسون (سائق سيارة سباق)
جون أندرسون (بالإنجليزية: John Anderson)‏ هو سائق سيارة سباق أمريكي، ولد في 20 أبريل 1944 في وارين في الولايات المتحدة، وتوفي في 5 أغسطس 1986 في تشارلوت في الولايات المتحدة.

## وصلات خارجية
- جون أندرسون على موقع Racing-Reference.info (الإنجليزية)